# Tadeusz Meissner

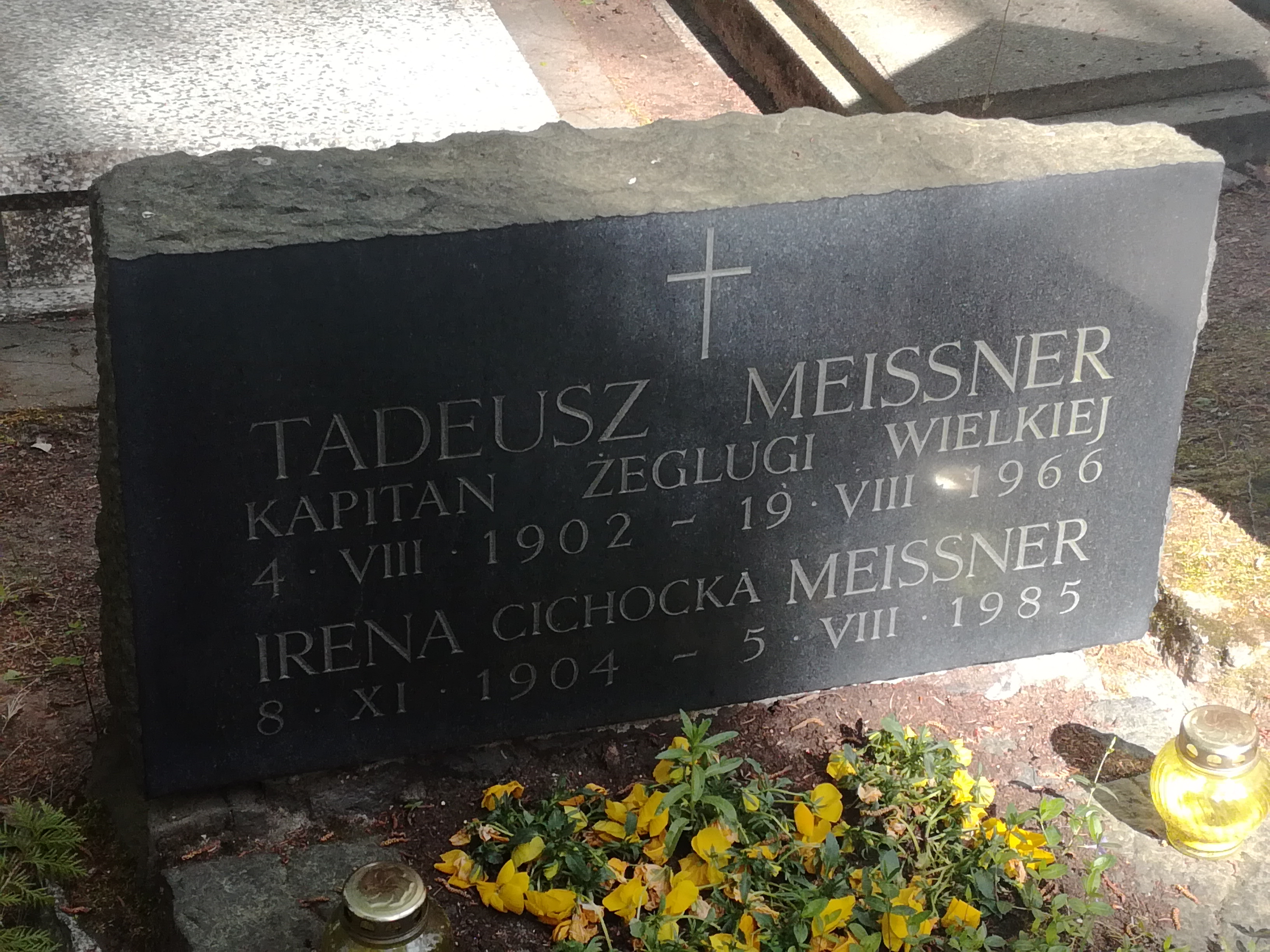
Grób Tadeusza Meissnera na cmentarzu Witomińskim

Tadeusz Wiktor Meissner (ur. 4 sierpnia 1902 w Warszawie, zm. 19 sierpnia 1966 w Gdyni) – kapitan żeglugi wielkiej, uczestnik powstań śląskich odznaczony Orderem Virtuti Militari, związany z Państwową Szkołą Morską w Gdyni, bezpartyjny poseł na Sejm PRL II kadencji. Nadzorował budowę statku MS „Batory” i był jego kapitanem; był również podczas II wojny światowej kapitanem statku SS „Warszawa” (od roku 1940 do zatopienia). Członek Ogólnopolskiego Komitetu Frontu Jedności Narodu w 1958 roku.

## Życiorys

### Dzieciństwo i młodość w okresie I wojny światowej
Urodził się w Warszawie jako syn artysty rzeźbiarza Jana Wiktora Meissnera i Anny Ludwiki z domu Braun (zm. we wrześniu 1944 roku z wycieńczenia w trakcie powstania warszawskiego). Miał starszego brata, Janusza – pilota i pisarza. Uczył się w Gimnazjum im. Stanisława Staszica, a następnie w warszawskiej Państwowej Szkole Budowy Maszyn i Elektrotechniki im. H. Wawelberga i S. Rotwanda. W roku 1918, jako 16-latek, zgłosił się do Wojska Polskiego, aby wziąć udział w bitwie o Lwów. Brał również udział w wojnie polsko-bolszewickiej oraz III powstaniu śląskim (jako podchorąży piechoty). Był dowódcą oddziału w podgrupie „Wschód”, należącej do Grupy Destrukcyjnej „Wawelberga”, dowodzonej przez por. Dobiesława Damięckiego ps. „Damian”. W czasie akcji transportu materiałów wybuchowych został ujęty przez Niemców, jednak zdołał zbiec i rozpoczął działalność dywersyjną w powiecie opolskim i brzeskim.

### Studia i służba w marynarce w czasach II RP

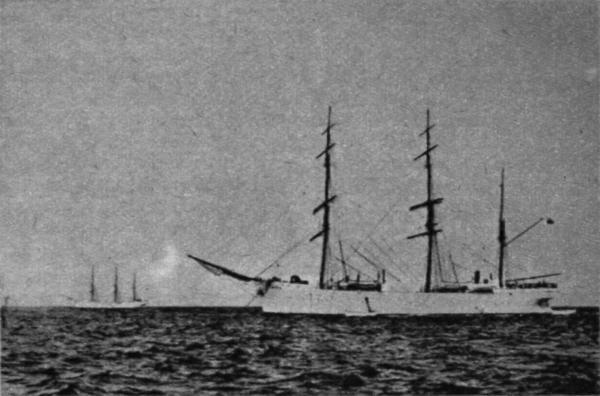
„Zmiana warty” polskich żaglowców szkolnych – Lwów i Dar Pomorza w roku 1929 (zdjęcie z książki Tadeusza Meissnera pt. „Pierwszy rejs Daru Pomorza”, Wydawnictwo Morskie, Gdynia 1965)

W następnych latach ukończył I kurs w Szkole Wawelberga i Rotwanda, po czym w roku 1922 przeniósł się na wybrzeże i rozpoczął studia w Szkole Morskiej w Tczewie (powołanej w 1920). Uczestniczył w szkolnym rejsie żaglowca „Lwów” do Brazylii (1923), opisanym w książce Tadeusza Dębickiego pt. „Z dziennika marynarza – na pokładzie Lwowa z Gdańska do Rio de Janeiro i z powrotem”. W 1925 ukończył szkołę (otrzymując odznaczenie) i rozpoczął praktykę zawodową na statkach francuskich towarzystwa Chargeurs Réunis (obecnie znanego jako Chargeurs), a następnie zajmował stopniowo coraz wyższe stanowiska w załogach polskich jednostek:
- żaglowca STS „Lwów” – IV oficer (1927)[7],
- parowego masowca SS „Katowice” – III i II oficer[7],
- żaglowca szkolnego STS „Lwów” – II oficer[7],
- nowej szkolnej fregaty „Pomorze”, wkrótce nazwanej „Dar Pomorza” – I oficer (1929–1935; od 1930 w stopniu kapitana żeglugi wielkiej)[7],
- pasażerskiego transatlantyku MS „Batory” – I oficer (1936–1937, od czasu budowy w stoczni Cantieri Riuniti dell’ Adriatico w Monfalcone),
- nowych drobnicowców „Śląsk” i „Cieszyn” – kapitan.

Opisy dwóch rejsów na „Darze Pomorza”, pod dowództwem kpt. Konstantego Maciejewicza (rejsu z francuskiego Saint-Nazaire do duńskiej stoczni w Nakskov – pierwszego po zakupie fregaty, w groźnym sztormie przy brzegach Bretanii, oraz rejsu najdłuższego – podróży dookoła świata o długości 39 tys. Mm w latach 1934–35), kpt. Tadeusz Meissner zawarł m.in. w książkach: Pierwszy rejs Daru Pomorza i Dookoła świata na Darze Pomorza (1934–1935), wyd. 1936. Rejs wokółziemski był też tematem jego artykułów w miesięczniku „Morze” (1930, nr 1, 4, 5).

### II wojna światowa

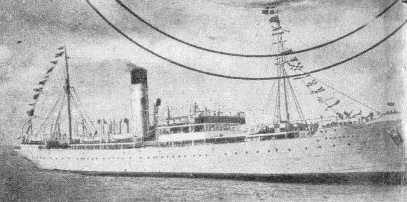
SS Warszawa

W chwili wybuchu II wojny światowej Tadeusz Meissner przebywał na statku SS „Cieszyn” w Antwerpii. W styczniu 1940 roku powierzono mu dowództwo statku SS „Warszawa”, który ewakuował Polaków z Pireusu i Splitu do Marsylii i do Bejrutu. Po klęsce Francji i utworzeniu rządu Vichy kpt. Meissnerowi udało się uprowadzić SS „Warszawę” do Hajfy. Statkiem nadal transportował polskich uchodźców z Mersin do Hajfy oraz transporty wojskowe do Tobruku, Grecji i na Kretę. 26 grudnia 1941 – w czasie kolejnego rejsu do Tobruku – „Warszawa” została trafiona torpedą i zatonęła (kapitan opisał przebieg zdarzenia w tekście pt. „s/s «Warszawa» tonie!”, opublikowanym w 1944 w Londynie, w czasopiśmie „Polska Walcząca – Żołnierz Polski na Obczyźnie”).
Od 1942 był w Londynie inspektorem okrętowym Żeglugi Polskiej i Polsko-Brytyjskiego Towarzystwa Okrętowego. Uczestniczył w przygotowaniach powrotów polskich statków do Polski.

### Okres powojenny
Po wojnie pozostał w Londynie jako inspektor pokładowy GAL. Pracował też w stoczniach Antwerpii i Bremerhaven, nadzorując prowadzone tam remonty polskich statków. W 1946 był na pokładzie SS Kielce, który w czasie rejsu do Belgii uległ kolizji z SS „Lombardy” i zatonął w kanale La Manche koło Dover.
W październiku 1946 Tadeusz Meissner wrócił do Gdyni, gdzie nadal pracował w GAL; w okresie 1947–1949 był również zastępcą kapitana MS „Batory”, a od roku 1951 – głównym nawigatorem w PMH. Stałym kapitanem „Batorego” został w 1953; zajmował to stanowisko do października 1954, gdy został pozbawiony możliwości pływania po wypadku na pokładzie (zmycie kilku marynarzy za burtę i ich śmierć). Izba morska, prowadząca trwające 3 lata śledztwo w tej sprawie, dowiodła jego niewinności.
W czasie, gdy nie miał prawa do żeglugi, pracował jako wykładowca nawigacji i wiedzy okrętowej w Państwowej Szkole Morskiej w Gdyni. Został zapamiętany jako doskonały pedagog, pionier i zasłużony członek PMH, autor i tłumacz marynistycznych wydawnictw, m.in.:
- „Dobrowolny rozbitek” (tłumaczenie Naufrage volontaire Alaina Bombarda, wyd. 1958),
- „Pamiętnik żeglarza”, „Dwa lata pod żaglami: (1834–1836)” (tłumaczenie Two Years before the Mast R.G. Dana’y, wyd. 1960, 2012),
- nowe wydanie podręcznika kpt. ż.w. Józefa Giertowskiego „Nawigacja terrestratyczna” (przygotowanie po śmierci autora, wyd. 1961).

Był też, w latach 1957–1961, posłem na Sejm PRL II kadencji i wiceprzewodniczącym Komisji Gospodarki Morskiej i Żeglugi.

## Ordery i odznaczenia
Za czyny bojowe na Górnym Śląsku:
- Krzyż Srebrny Orderu Wojennego Virtuti Militari nr 7830[13][14]
- Krzyż Walecznych[13][15]
- Krzyż Niepodległości z Mieczami (6 czerwca 1931)[16]
- Gwiazda Górnośląska
- Górnośląska Wstęga Waleczności i Zasługi I klasy[13][15]

Za czyny w II wojnie światowej:
- Krzyż Walecznych (ponownie)
- Medal Morski Polskiej Marynarki Handlowej
- Odznaka Grunwaldzka
- Order Imperium Brytyjskiego (Wielka Brytania)[13]

Za działalność zawodową i społeczną m.in.:
- Krzyż Oficerski Orderu Odrodzenia Polski (1963)[17]
- Złoty Krzyż Zasługi (2 maja 1947)[18]
- Srebrny Krzyż Zasługi (9 listopada 1931)[19]
- Złota odznaka honorowa „Zasłużony Pracownik Morza”

## Życie prywatne
W roku 1929 poślubił Irenę Cichocką (1904–1985). Mieli trzech synów: Krzysztofa (1931–2020), kapitana żeglugi wielkiej, Jana Jacka (ur. 1933), architekta, i Wojciecha (1936–1976), prawnika. Tadeusz Meissner wraz z żoną są pochowani na cmentarzu Witomińskim w Gdyni w starej alei zasłużonych (kwatera 77-19-8).